# Camptoceras hirasei
Camptoceras hirasei es una especie de molusco gasterópodo de la familia Planorbidae en el orden de los Basommatophora.

## Distribución geográfica
Es endémica de Japón.